# Dinosaurierplatte von Lommiswil

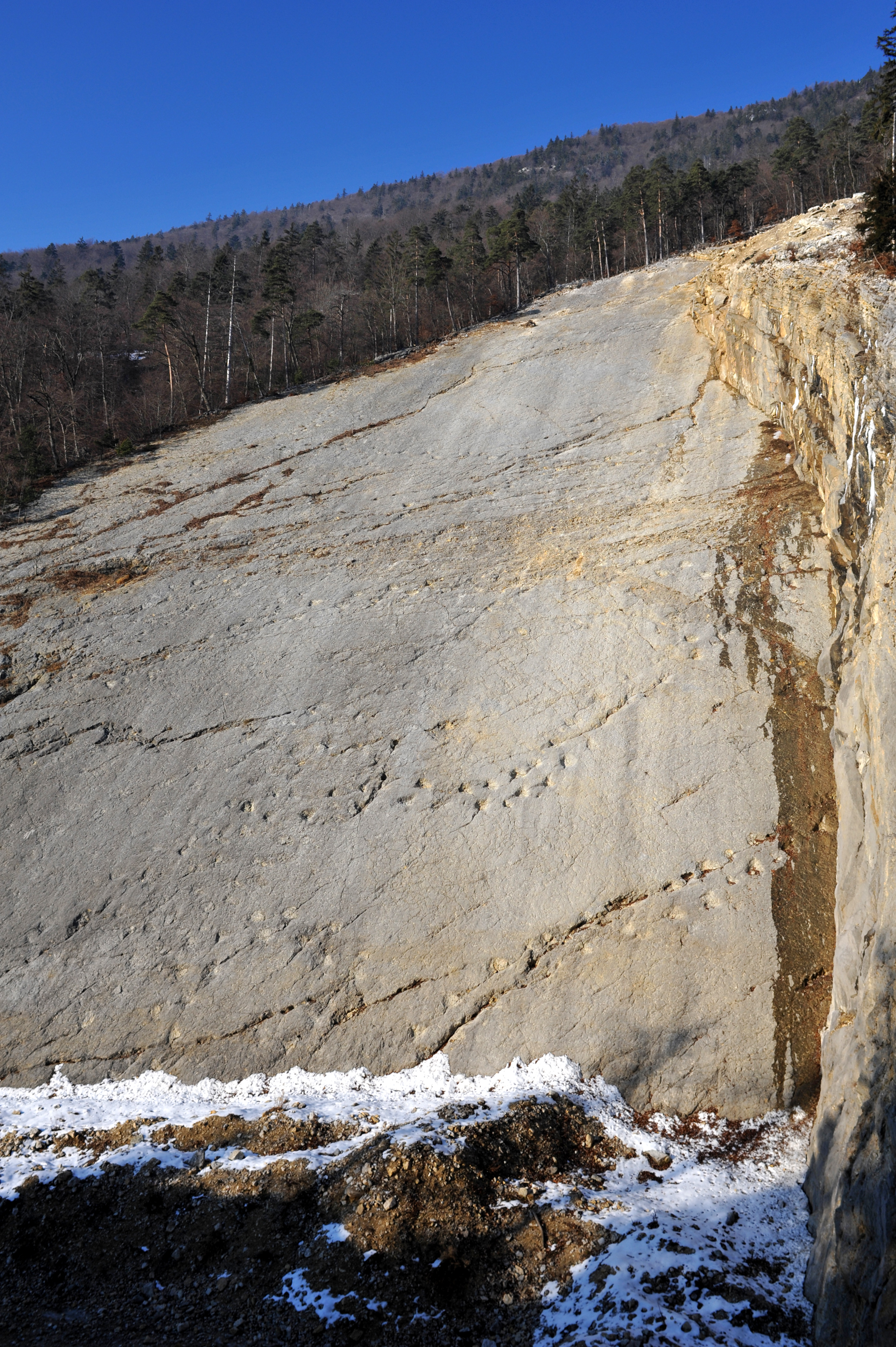
Platte bei niedrigem Sonnenstand.

Die Dinosaurierplatte von Lommiswil ist eine Felsplatte in einem Steinbruch der Bürgergemeinde Bellach bei Lommiswil auf dem Boden der Gemeinde Oberdorf SO in der Schweiz, die mehrere gut erhaltene Fussspuren von Echsenfuss-Sauriern und vermutlich von Apatosauriern oder Brontosauriern aufweist. Die Platte zählt zu den besterhaltenen aus dem Jura-Zeitalter. Durch das Vorkommen von Ammoniten im Gestein lässt es sich biostratigrafisch im sogenannten frühen Kimmeridgium bestimmen.
Auf der Dinosaurierplatte befinden sich 313 Trittsiegel in neun Fährten.
Sichtbar sind die kleineren hufeisenförmigen Abdrücke der Vorderfüsse, etwa 60 Zentimeter lang und 40 Zentimeter breit, sowie die grösseren, ovalen Abdrücke der Hinterfüsse, rund 120 Zentimeter lang und 80 Zentimeter breit. Die Schrittlänge beträgt etwa 2,5 bis 5,2 Meter, was einer Hüfthöhe von 3 bis 4,5 Meter entspricht.

## Entstehung

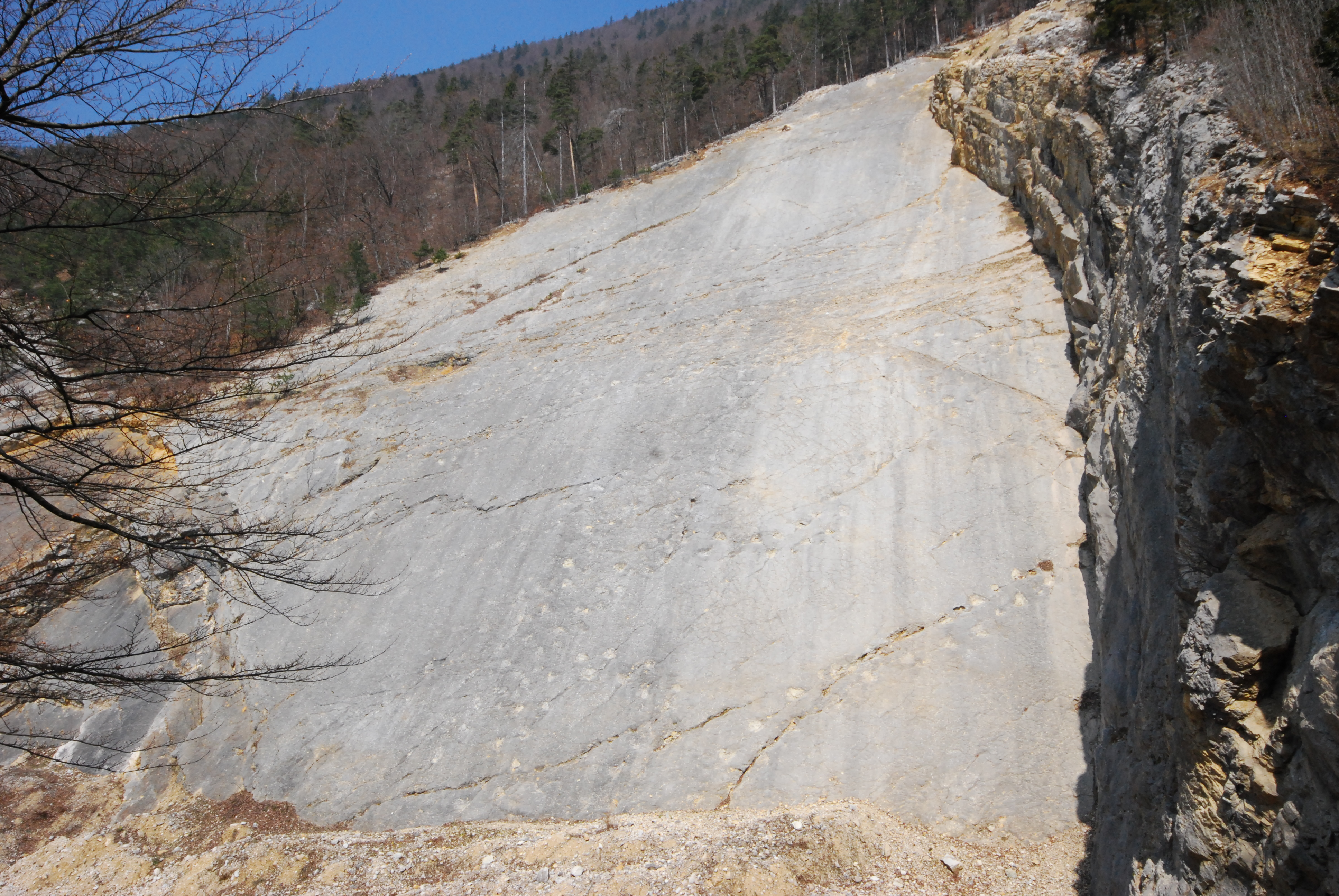
Dinosaurierplatte Gesamtansicht in der Mittagssonne

Die Dinosaurierplatte ist etwa 145 Mio. Jahre alt, etwa 10.000 m² gross und gehört zum sogenannten Solothurner Schildkrötenkalk, einer Gesteinsschicht, die viele Fossilien enthält. Es handelt sich um einen Kalkstein, der auch «Solothurner Marmor» genannt wird.
Der Name Solothurner Schildkrötenkalk verweist darauf, dass in dieser Gesteinsschicht acht Horizonte von Lagen mit etwa 500 versteinerten Schildkröten gefunden wurden. Der Erhaltungsgrad dieser Fossilien ist ausgezeichnet, da diese relativ schnell durch Kalkschlamm überdeckt und nicht von Aasfressern zerstört wurden. Das Vorkommen des Schildkrötenkalk bedeckt insgesamt eine Fläche von ungefähr 300 km², auf denen sich Sauropodenspuren befinden. Im Steinbruch wurden weitere Fossilien (Überreste von Schnecken, Krokodilen und Haifischzähne) entdeckt. In der nahen Umgebung wurden tierische Fossilien von Seeigeln, Fischen und Krebsen sowie pflanzliche (von Nadelbäumen) gefunden. Aus diesem Naturstein sind kulturhistorische Bauwerke wie beispielsweise die St. Ursenkathedrale in Solothurn erbaut worden.
Die Dinosaurierplatte lag ursprünglich nahe einem Meer in tropischem Klima und bestand aus Kalkschlamm, der durch die Gezeitenwirkung in Tümpeln abgelagert wurde. Diese Kalkschlammtümpel waren nur bei hoher Flut mit Wasser bedeckt, das für Kalkschlammnachschub sorgte, bei Ebbe floss das Wasser wieder restlos ab und so konnten die Tümpel von den Sauropoden durchwandert werden. Eine Algenschicht, die sich kurz nach den Fussabdrücken in den Kalkschlammtümpeln bildete, verhinderte die Zerstörung der Spuren durch spätere Flutwellen. In späterer Zeit sank die Platte durch den Druck weiterer Kalkschlammschichten kontinuierlich. Das Absenken wiederum begünstigte weitere Ablagerungen, und so legten sich immer mehr Schichten auf die Spuren. Hoher Druck und Zementation des Kalks führten zu deren Versteinerung. Die Platte sank unter den Meeresspiegel, was den Druck weiter erhöhte und die Versteinerung begünstigte. Erst etwa 100 Millionen Jahre später, bei der Faltung des Jura-Gebirges, wurde die Platte in die Höhe gehoben. Viele Schichten verwitterten im Laufe der Jahrmillionen. Der Abbau der Schildkrötenkalke legte die Platte frei. 1987 wurden die Spuren als Dinosaurierspuren erkannt und anschliessend erforscht.

## Lage
Die Saurierplatte ist von der Talstation der Sesselbahn Oberdorf–Weissenstein oder von der BLS-Haltestelle Im Holz (Lommiswil) über einen Fussweg von etwa 20 Minuten zu erreichen. Beim Steinbruch der Bürgergemeinde Bellach steht eine Aussichtsplattform mit Informationstafeln, die Platte selbst ist wegen ihrer Steilheit und Steinschlaggefahr nicht begehbar. Begehbare Kopien der Fussabdrücke und eine Ausstellung dazu gibt es im Naturmuseum Solothurn.

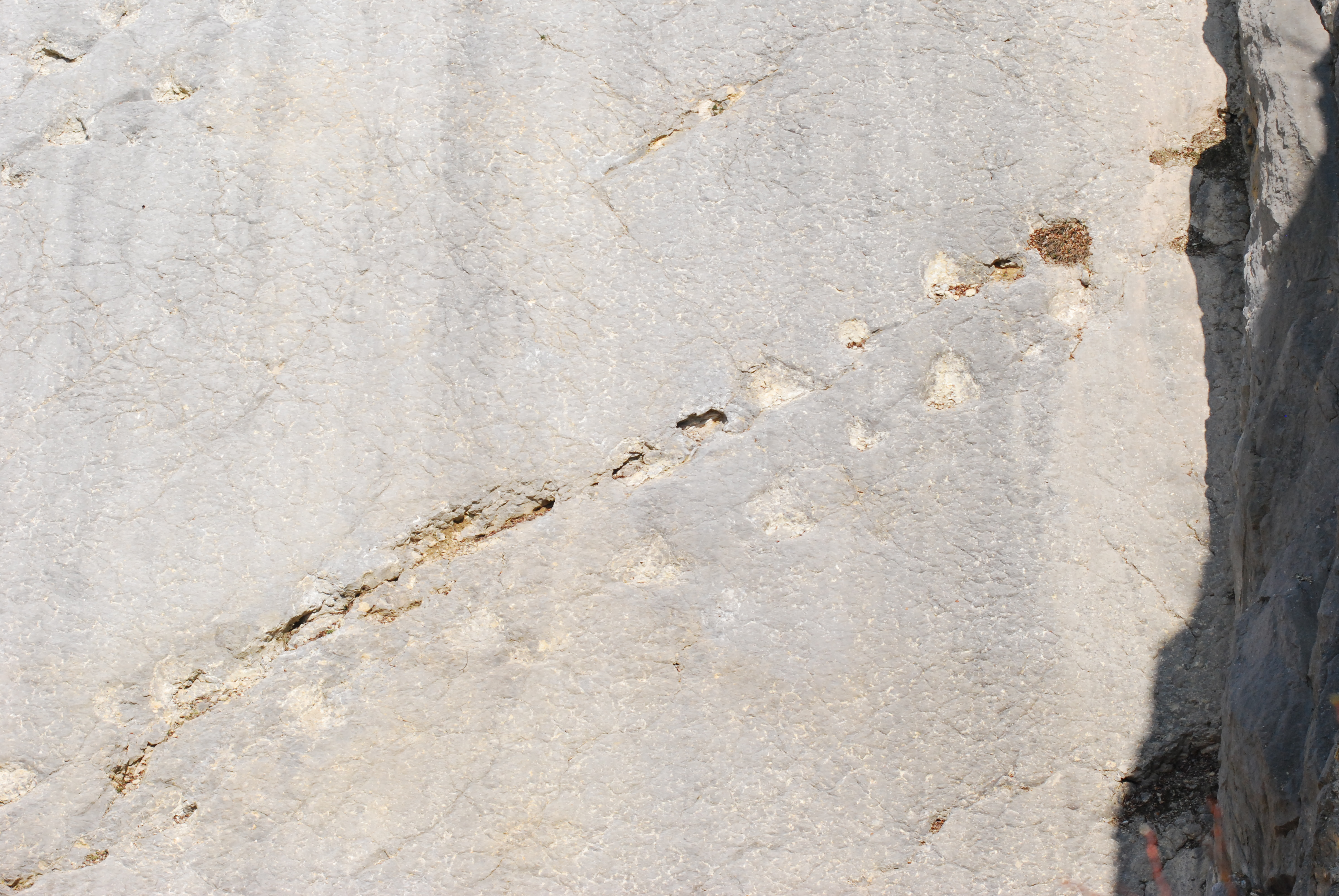
Detailansicht einer Spur Ausschnitt ca. 14 m × 21 m
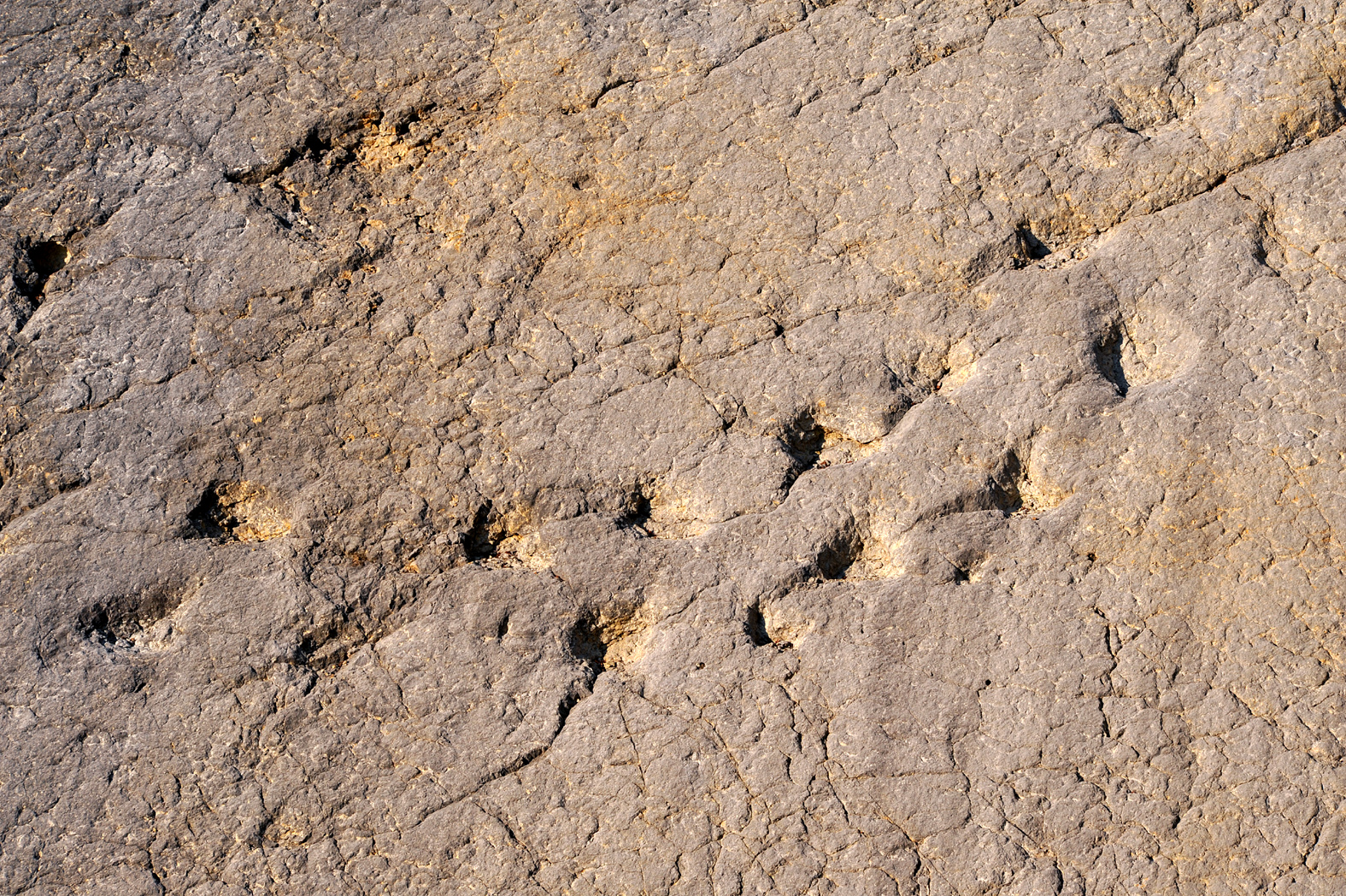
Detailansicht einer Spur Ausschnitt ca. 10 m × 15 m
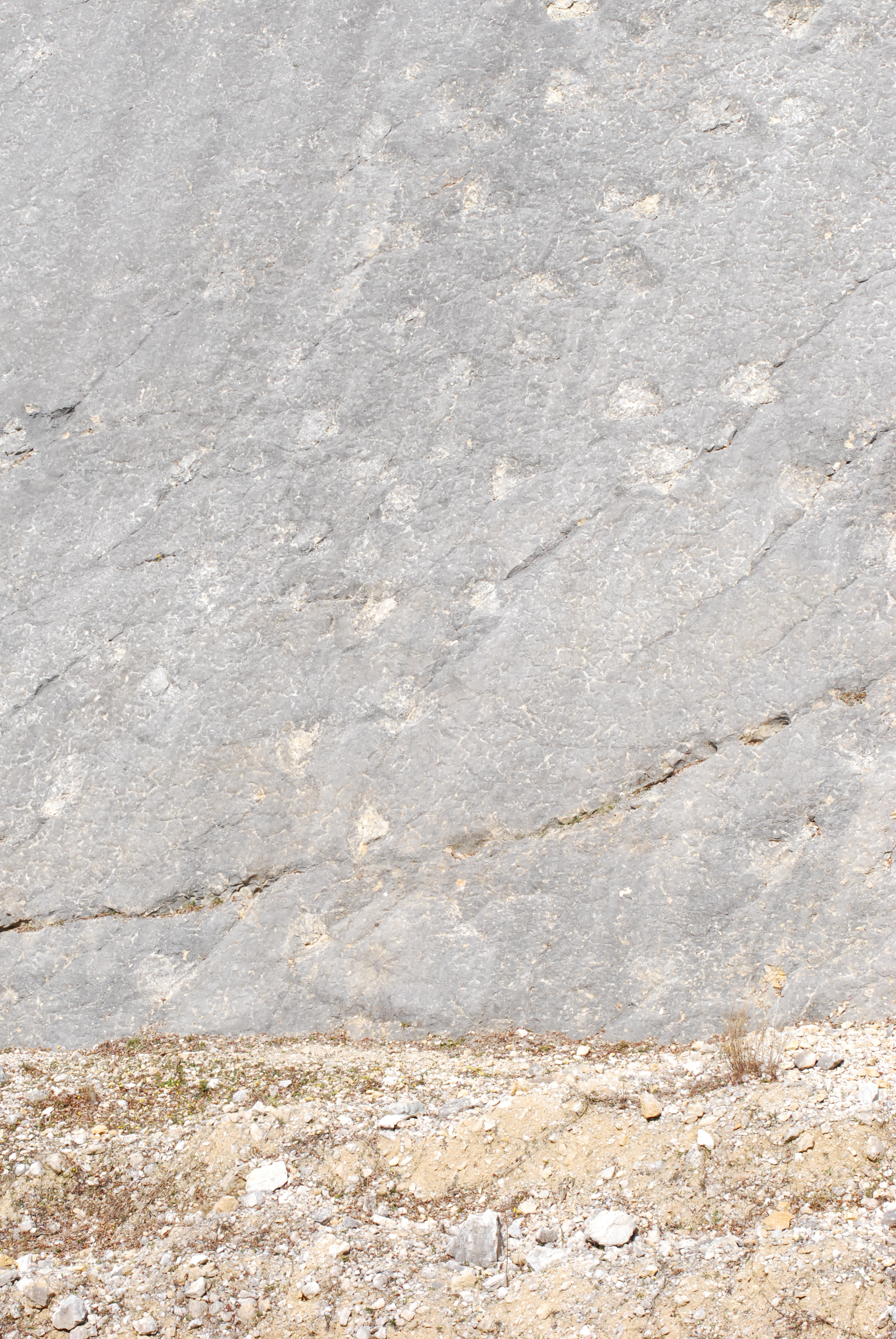
Detailansicht mehrerer Spuren Ausschnitt ca. 24 m × 16 m
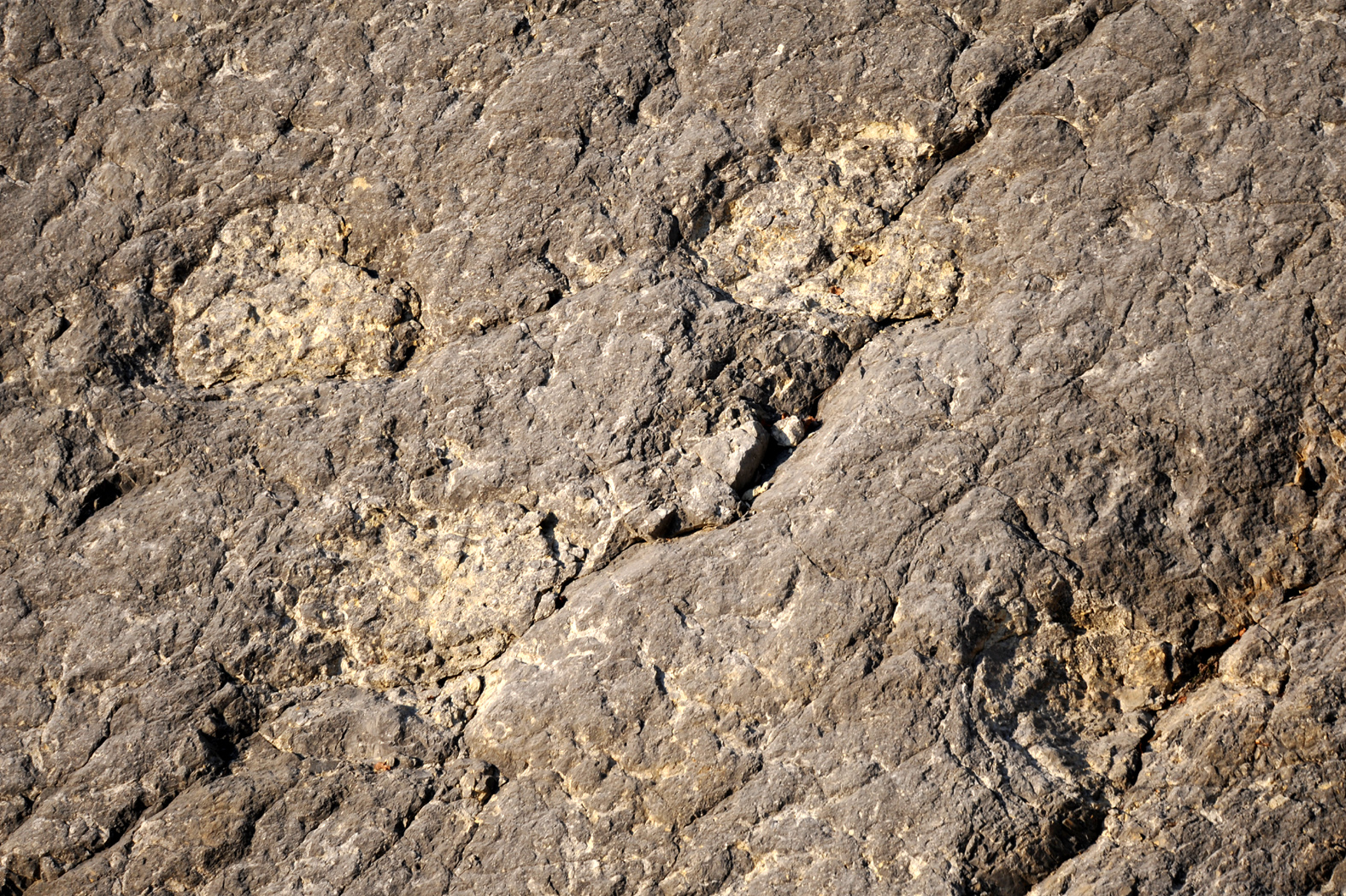
Detailansicht einzelner Fussstapfen Ausschnitt ca. 4 m × 6 m